# Wice-admirał Zacharjin
Wice-admirał Zacharjin (ros. Вице-адмирал Захарьин) – trałowiec morski Marynarki Wojennej Rosji, jedyny okręt projektu 02668 (Agat), stanowiącego rozwinięcie trałowców projektu 266M (w kodzie NATO: Natya). Wszedł do służby w 2009 roku, służy we Flocie Czarnomorskiej. Nosi numer burtowy 908.

## Budowa
Okręt wywodzi się z licznej serii radzieckich trałowców morskich projektu 266M (typu Akwamarin, w kodzie NATO: Natya), budowanej od lat 70. XX wieku. Trałowce tego typu stanowiły podstawowy typ morskich trałowców pod koniec istnienia ZSRR i przeznaczone były do poszukiwania i niszczenia min w dalszej i bliższej strefie morskiej, osłony konwojów i operacji desantowych oraz służby patrolowej. Jego budowę rozpoczęto w 1994 roku jako okrętu zmodyfikowanego eksportowego tropikalnego projektu 266ME (ros. 266МЭ) na zamówienie marynarki Wietnamu, lecz w międzyczasie zamawiający zrezygnował z niego. Trzy wcześniej budowane dla Wietnamu okręty proj. 266ME zostały wcielone do marynarki Rosji jedynie w nieznacznie zmodyfikowanej postaci. Po długim okresie oczekiwania, zdecydowano ukończyć okręt dla marynarki Rosji według zmodernizowanego projektu, oznaczonego jako 02668, i prace podjęto w 2000 roku. Projekt ten został oznaczony kodem Agat. Projekt opracowało biuro konstrukcyjne Ałmaz. Z uwagi na najnowsze dostępne wyposażenie, opisywany był jako trałowiec „V pokolenia”. Był on jedynym okrętem tego projektu.
Trałowiec zbudowany został w Stoczni Średnio-Newskiej (Sriednie-Niewskij Sudostroitielnyj Zawod) w Petersburgu pod numerem budowy 879. Okręt wodowano po 12 latach od rozpoczęcia budowy 26 maja 2006 roku. Otrzymał imię „Wice-admirał Zacharjin”, na cześć wiceadmirała Władimira Zacharjina. Latem 2008 roku okręt przeszedł drogami śródlądowymi na Morze Czarne, do Noworosyjska, gdzie ukończył państwowe próby odbiorcze.

## Opis
Jedyny okręt projektu 02268 zbudowany został na kadłubie tożsamym z trałowcami projektu 266M i ma takie same wymiary, konstrukcję, napęd i ogólną architekturę, natomiast różni się szczegółami, uzbrojeniem i wyposażeniem. Najbardziej widoczne różnice to dodane nadburcie na dziobie, obudowany maszt o prostokątnym przekroju zamiast kratownicowego, oraz rezygnacja z rufowego stanowiska działka.
Wyporność standardowa wynosi 791 ton, a pełna 852 tony. Długość  wynosi 61 m, szerokość 10,2 m, a średnie zanurzenie 2,9 m. Załogę stanowi 60 ludzi, w tym 6 oficerów.
Napęd stanowią dwa silniki wysokoprężne M-503M o mocy łącznej 5000 KM, napędzające dwie śruby. Prędkość maksymalna wynosi 17 węzłów. Zasięg przy prędkości ekonomicznej 12 w wynosi 3000 mil morskich.
Uzbrojenie obronne stanowi jedna rotacyjna sześciolufowa armata przeciwlotnicza kalibru 30 mm AK-306 w wieży na dziobie. Ponadto uzupełniają ją dwa karabiny maszynowe kalibru 14,5 mm na podstawach MTPU-1. Zamontowane zostały na rufie, na końcu wydłużonego pokładu dziobowego. Obronę przeciwlotniczą dopełnia wyrzutnia samonaprowadzających się na podczerwień pocisków przeciwlotniczych bliskiego zasięgu Igła-1. Okręt może również stawiać miny (bazowy projekt 266M mógł zabierać 8 min UDM).
Okręt został wyposażony w komplet trałów do niszczenia różnych rodzajów min, w tym trał kontaktowy BKT, trał elektromagnetyczny TEM-4, trał akustyczny AT-3, ładunki wydłużone SzE-1 lub SzE-3. Posiada również stacje hydrolokacyjne do wykrywania min, lecz brak jest informacji o konkretnych modelach, poza systemem wykrywania min Liwadija. „Wice-admirał Zacharjin” został ponadto wyposażony w nowy zautomatyzowany system dowodzenia działaniami przeciwminowymi Dijez-E.

## Służba

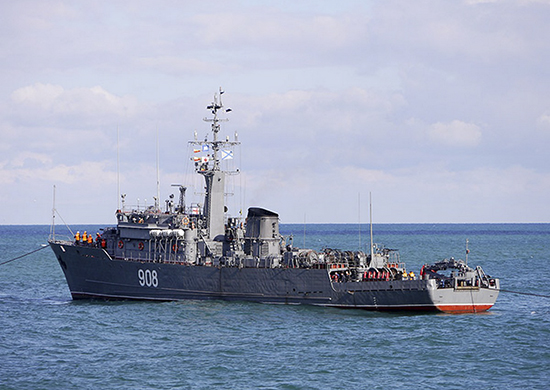
„Wice-admirał Zacharjin” w 2016

„Wice-admirał Zacharjin” wszedł do służby w rosyjskiej Flocie Czarnomorskiej i podniósł po raz pierwszy banderę 17 stycznia 2009 roku w Noworosyjsku. Otrzymał stały numer burtowy 908. Wszedł w skład 184 Brygady Okrętów Ochrony Rejonu Wodnego bazy w Noworosyjsku.
5 kwietnia 2017 roku „Wice-admirał Zacharjin” ćwiczył manewrowanie z okrętami tureckimi. Trałowiec wypełniał kilkakrotnie zadania w składzie stałego zespołu rosyjskich okrętów na Morzu Śródziemnym u wybrzeży Syrii, w tym: od lutego do maja 2018 roku, 
od kwietnia do lipca 2019 roku (zastępując „Iwana Gołubca”), od czerwca do września 2020 roku.